# Татаренко, Анатолий Алексеевич
Анатолий Алексеевич Татаренко (1938 год, Омск — 2001 год) — механизатор совхоза имени Ломоносова Боровского района Кустанайской области, Казахская ССР. Герой Социалистического Труда (1981). Заслуженный работник сельского хозяйства Казахской ССР. Депутат Казахской ССР. Лауреат Государственной премии Казахской ССР (1978).

## Биография
В 1960 году по комсомольской путёвке отправился в Казахстан осваивать целину. С 1960 по 1968 год — механизатор в совхозе «Андреевский» и с 1969 года — в совхозе имени Ломоносова Боровского района. Возглавлял безнарядную бригаду.
Указом Президиума Верховного Совета СССР от 19 февраля 1981 года за выдающиеся успехи, достигнутые в выполнении планов и социалистических обязательств по продаже государству в 1980 году миллиарда пудов зерна и перевыполнении планов десятой пятилетки по производству и закупкам хлеба и других сельскохозяйственных продуктов удостоен звания Героя Социалистического Труда с вручением ордена Ленина и золотой медали «Серп и Молот».